# Bertrandit
Bertrandit ist ein eher selten vorkommendes Mineral aus der Mineralklasse der „Silikate und Germanate“ mit der chemischen Zusammensetzung Be4[4][(OH)2|Si2O7] und damit chemisch gesehen ein Beryllium-Silikat mit zusätzlichen Hydroxidionen. Strukturell gehört Bertrandit zu den Gruppensilikaten.
Bertrandit kristallisiert im orthorhombischen Kristallsystem und entwickelt meist nadelige bis prismatische oder tafelige Kristalle und Zwillinge von bis zu 5 cm Größe, findet sich aber auch in Form von radialstrahligen Mineral-Aggregaten oder körnigen bis derben Massen. Die Kristalle sind im Allgemeinen farblos und durchsichtig und weisen auf den Oberflächen einen glasähnlichen Glanz auf. Durch vielfache Lichtbrechung aufgrund von Gitterfehlern oder polykristalliner Ausbildung können diese auch weiß bis blassgelb erscheinen. Seine Strichfarbe ist allerdings immer weiß.

## Etymologie und Geschichte
Erstmals entdeckt wurde Bertrandit in den aplitischen Leukograniten bei Petit-Port nahe Nantes im französischen Département Loire-Atlantique. Die Erstbeschreibung erfolgte 1883 durch Augustin Alexis Damour, der das Mineral nach dem französischen Mineralogen Émile Bertrand benannte.
Typmaterial des Minerals wird an der École nationale supérieure des mines de Paris (englisch National School of Mines) sowie im Muséum national d’histoire naturelle (Katalog-Nr. 8374) in Paris in Frankreich aufbewahrt.

## Klassifikation
Bereits in der veralteten 8. Auflage der Mineralsystematik nach Strunz gehörte der Bertrandit zur Mineralklasse der „Silikate und Germanate“ und dort zur Abteilung der „Gruppensilikate (Sorosilikate)“ (Mit tetraederfremden Anionen), wo er zusammen mit Hemimorphit und Klinoedrit die „Hemimorphit-Klinoedrit-Gruppe“ mit der System-Nr. VIII/B.07 bildete.
Im zuletzt 2018 überarbeiteten und aktualisierten Lapis-Mineralienverzeichnis nach Stefan Weiß, das sich aus Rücksicht auf private Sammler und institutionelle Sammlungen noch nach dieser alten Form der Systematik von Karl Hugo Strunz richtet, erhielt das Mineral die System- und Mineral-Nr. VIII/C.07-10. In der „Lapis-Systematik“ entspricht dies ebenfalls der Abteilung der „Gruppensilikate“ ([Si2O7]6−, mit tetraederfremden Anionen (O,OH,F)), wo Bertrandit zusammen mit Hemimorphit und Junitoit eine eigenständige, aber unbenannte Gruppe bildet.
Auch die seit 2001 gültige und von der International Mineralogical Association (IMA) bis 2009 aktualisierte 9. Auflage der Strunz’schen Mineralsystematik ordnet den Bertrandit in die Abteilung der „Gruppensilikate“ ein. Diese ist allerdings weiter unterteilt nach der Struktur der Gruppen, der möglichen Anwesenheit zusätzlicher Anionen und der Koordination der beteiligten Kationen. Das Mineral ist daher entsprechend seinem Aufbau und seiner Zusammensetzung in der Unterabteilung „Si2O7-Gruppen mit zusätzlichen Anionen; Kationen in tetraedrischer [4]er- und/oder anderer Koordination“ zu finden, wo es als einziges Mitglied die unbenannte Gruppe 9.BD.05 bildet.
Die vorwiegend im englischen Sprachraum gebräuchliche Systematik der Minerale nach Dana ordnet den Bertrandit ebenfalls in die Klasse der „Silikate und Germanate“, dort allerdings in die bereits feiner unterteilte Abteilung der „Gruppensilikate: Si2O7-Gruppen und O, OH, F und H2O“ ein. Hier ist er als einziges Mitglied in der unbenannten Gruppe 56.01.01 innerhalb der Unterabteilung „Gruppensilikate: Si2O7-Gruppen und O, OH, F und H2O mit Kationen in [4]-Koordination“ zu finden.

## Chemismus
Die idealisierte, theoretische Zusammensetzung von Bertrandit (Be4[4][(OH)2|Si2O7]) besteht aus 15,13 % Beryllium (Be), 23,58 % Silicium (Si), 60,44 % Sauerstoff (O) und 0,85 % Wasserstoff (H). Das Mineral tritt überwiegend formelrein auf. Aluminium als Vertreter von Silicium konnte nur in Spuren nachgewiesen werden.

## Kristallstruktur
Bertrandit kristallisiert orthorhombisch in der Raumgruppe Cmc21 (Raumgruppen-Nr. 36) mit den Gitterparametern a = 8,72 Å; b = 15,25 Å und c = 4,56 Å sowie 4 Formeleinheiten pro Elementarzelle.
Die Kristallstruktur von Bertrandit besteht aus Si2O7-Gruppen, die zu wellenförmigen Ketten von Tetraedern verbunden sind und mit Baugruppen von [O3BeOHBeO3]2 parallel [100] ein Gerüst bilden. Die Struktur lässt sich alternativ als schwach deformierte, hexagonal dichteste Packung von O2+- und OH−-Ionen mit hexagonalen Ebenen parallel (100) beschreiben, in der 1/3 der tetraedrischen Lücken durch Be2+ und Si4+ besetzt sind.

Kristallstruktur von Bertrandit als „Ball-and-stick-Modell“
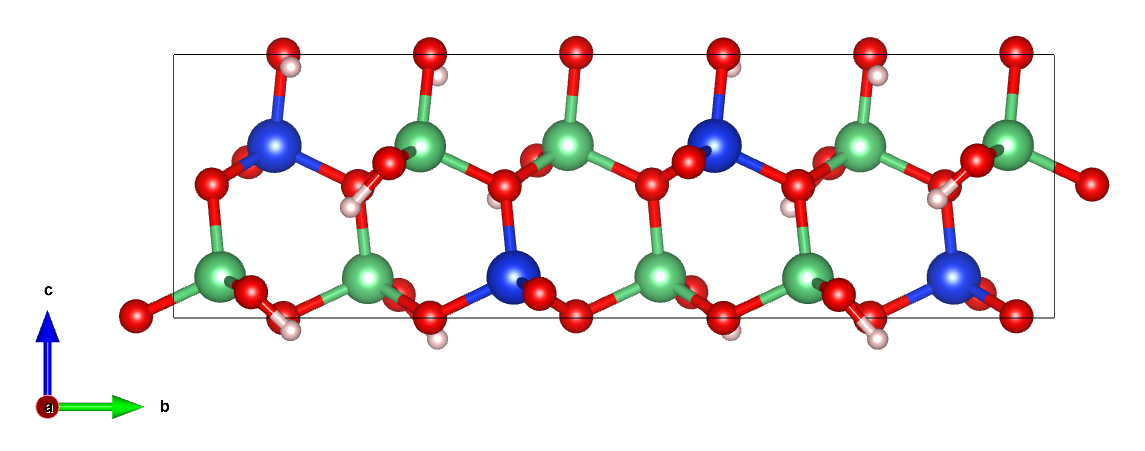
mit Blickrichtung parallel zur a-Achse,
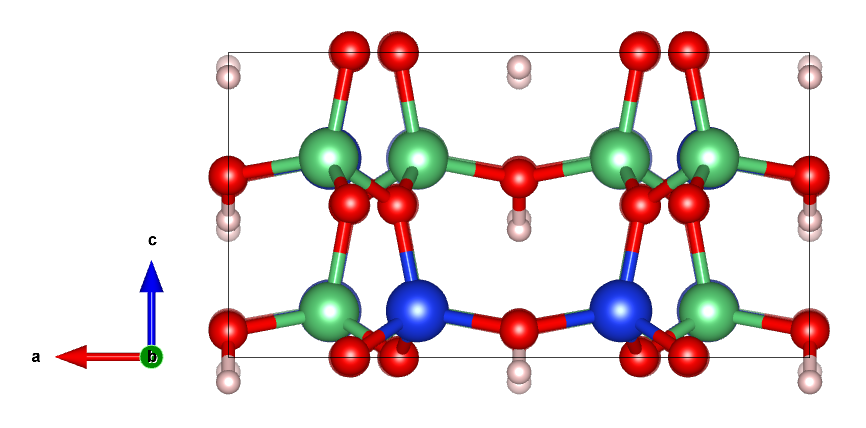
parallel zur b-Achse,
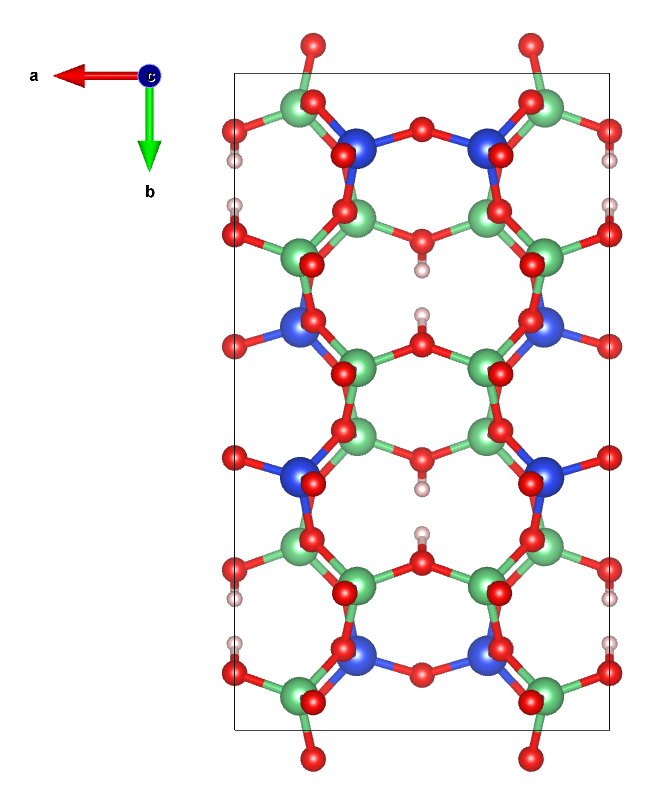
parallel zur c-Achse
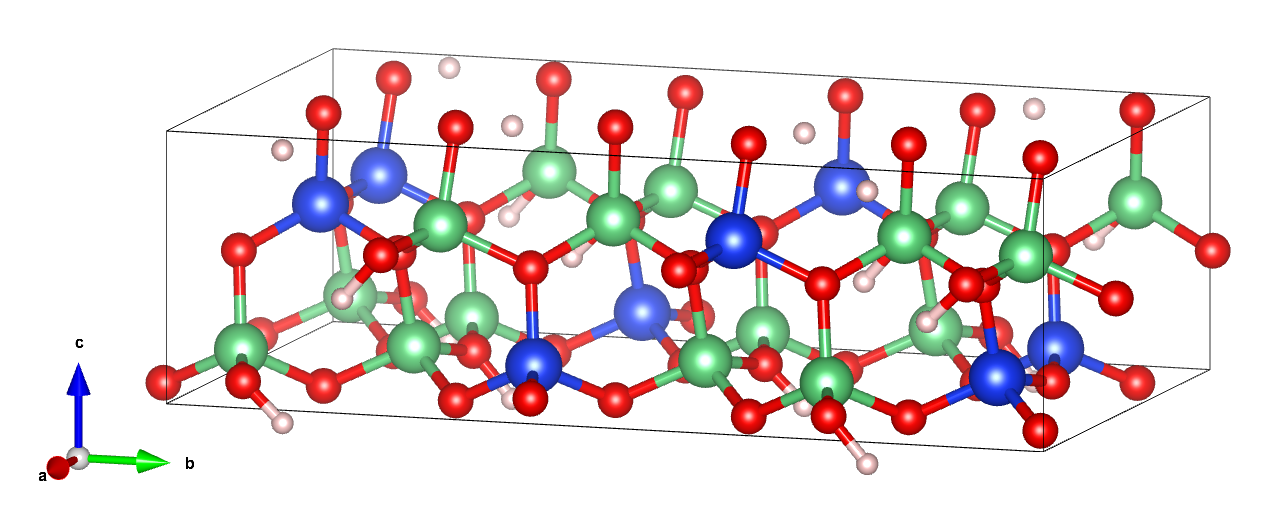
und in der kristallographischen Standardausrichtung

## Eigenschaften

### Morphologie
Bertrandit entwickelt typischerweise kleine, tafelige Kristalle mit den Tafelflächen senkrecht zur c-Achse sowie tetraederähnliche und deutlich hemimorphe Kristalle. W. C. Morgan ermittelte anhand von Mineralproben aus den Cairngorm Mountains im Nordosten von Schottland vorherrschende Kristallflächen nach {100}, {010} und {001} mit gelegentlichen schmalen Flächen nach {110}, {130} und {011}.
Auch herzförmige Kristallzwillinge mit den Zwillingsebenen nach {011} oder {021} sowie V-förmige Zwillinge, die sich in Winkeln von etwa 60± und 120± kreuzen, sind bekannt.

### Physikalische Eigenschaften
Das Mineral zeigt eine vollkommene Spaltbarkeit parallel der Flächen nach der c-Achse {001}. Diese Spaltflächen zeigen zudem einen permuttähnlichen Glanz. Eine zumindest deutliche Spaltbarkeit zeigt sich parallel der Flächen {100}, {010} und {110}.
Das Mineral ist pyroelektrisch, reagiert also auf periodische Änderung der Temperatur mit Ladungstrennung. Die polare Achse steht senkrecht auf den Tafelflächen.

## Modifikationen und Varietäten
Außer dem orthorhombisch kristallisierenden Bertrandit ist bisher keine weitere Modifikation der Verbindung Be4Si2O7(OH)2 bekannt.
Die bisher einzige bekannte Varietät von Bertrandit ist das sogenannte „Gel-Bertrandit“, eine glasähnliche, kolloide Form von Bertrandit von hellvioletter Farbe. Gel-Bertrandit wurde erstmals 1957 von E. I. Semenov zusammen mit Sphaerobertrandit im Gebirgsmassiv Lowosero-Tundra auf der russischen Halbinsel Kola entdeckt und beschrieben.

## Bildung und Fundorte
Bertrandit bildet sich als akzessorischer Bestandteil in vulkanischen Gesteinen mit mittlerem (Andesit) bis hohem (Rhyolith) Gehalt an Siliciumdioxid (SiO2), wie sie unter anderem in der Sierra de Cartagena in Spanien gefunden werden. Häufig entsteht er auch sekundär als Zersetzungsprodukt von Beryll in der hydrothermalen Nachphase von Pegmatiten wie beispielsweise im Bezirk Iveland in der norwegischen Provinz Aust-Agder oder im Gebiet der Spitzkoppe (Spitzkopje) in Namibia sowie als Verdrängungsprodukt in Begleitung von Aegirin, Riebeckit und Phenakit in den Fenitzonen von Alkaligesteinen wie unter anderem in Ostsibirien. Selten kommt Bertrandit auch in Zinnerz-Lagerstätten vor.
Große Lagerstätten entstehen durch hydrothermale Infiltration (Eindringen und Einlagern von Lösungen bzw. gelösten Substanzen in Gestein) in zersetzten Rhyolith-Tuff, wo Bertrandit sich meist vergesellschaftet mit Adular, Fluorit, Aragonit, Calcit, Kaolinit, der Muskovit-Varietät Serizit und verschiedenen Eisenerzen findet. Bekannte Fundorte sind hier unter anderem Chihuahua in Mexiko und der Spor Mountain in der Thomas Range im Juab County des US-Bundesstaates Utah.
In den Vereinigten Staaten, wo das Mineral vorwiegend als Berylliumerz abgebaut wird, sind als weitere Lagerstätten unter anderem die Grover Mine im Clear Creek County und das Gebiet um Lake George im Park County von Colorado sowie mehrere Steinbrüche bei Auburn (Pulsifer Quarry) und Greenwood (Hayes Ledge Quarries) in Maine bekannt.
Daneben findet er sich als Rissfüllung in Graniten und zugehörigen Pegmatiten sowie in miarolitischen Hohlräumen in Greisen. Des Weiteren wurden je nach Fundort weitere Paragenesen wie unter anderem Herderit, Quarz und Turmalin beobachtet.
Weltweit sind bisher sind rund 700 Fundorte für Bertrandit dokumentiert. Außer an seiner Typlokalität Petit-Port und dem nahe gelegenen Steinbruch Barbin bei Nantes trat das Mineral in der Region Pays de la Loire noch bei La Chapelle-sur-Erdre auf. Weitere bekannte Fundorte in Frankreich liegen im Massif de la Lauzière in den Savoyen (Auvergne-Rhône-Alpes), in den Steinbrüchen La Vilatte nahe Chanteloube im Département Haute-Vienne (Nouvelle-Aquitaine) sowie an wenigen Orten in der Bretagne und Grand Est.
In Deutschland kennt man das Mineral unter anderem aus den Gruben Rappenloch und Teufelsgrund bei Eisenbach im Landkreis Breisgau-Hochschwarzwald, dem Porphyrwerk Detzeln im Landkreis Waldshut sowie verschiedenen Stellen bei Hornberg in Baden-Württemberg; aus mehreren Steinbrüchen in Niederbayern, Ober- und Unterfranken in Bayern; aus verschiedenen Gruben und Steinbrüchen im Sächsischen Erzgebirgskreis sowie vom Birkenkopf bei Mensfelden in Hessen und aus dem Steinbruch Henneberg bei Weitisberga in Thüringen.
In Österreich konnte Bertrandit bisher vor allem in verschiedenen Tälern der Goldberggruppe in Kärnten, in der Umgebung der Gemeinde Spitz (Mieslingtal, Radlbach) in Wachau und in einigen Steinbrüchen im Waldviertel in Niederösterreich, an vielen Stellen im Gasteinertal, Habachtal und Raurisertal im Salzburger Land gefunden werden.
In der Schweiz fand sich das Mineral unter anderem am Forno- und Albignagletscher im Kanton Graubünden; an mehreren Stellen im Gotthardmassiv (Airolo, Carona, Fontana); an Brunnenstöckli im Voralptal (Göschener Tal) und bei Deieren am Furkapass im Kanton Uri sowie an mehreren Stellen im Binntal (Albrunhorn-Turbhorn, Chummibort, Kriegalp) im Kanton Wallis.
Bekannt aufgrund von außergewöhnlichen Bertranditfunden sind zudem die Gemeinde Conselheiro Pena im brasilianischen Bundesstaat Minas Gerais, wo tafelige Kristalle mit Durchmessern von bis zu 5 cm entdeckt wurden sowie das Kounradmassiv nahe Balqasch in Kasachstan mit Kristallfunden von bis zu 3 cm Größe.
Weitere Fundorte liegen unter anderem in Argentinien, Australien, Brasilien, China, Finnland, Italien, Japan, Kanada, Kasachstan, Namibia, Norwegen, Portugal, Russland, Schweden, der Slowakei, Südafrika, Spanien, Tschechien und im Vereinigten Königreich (UK).

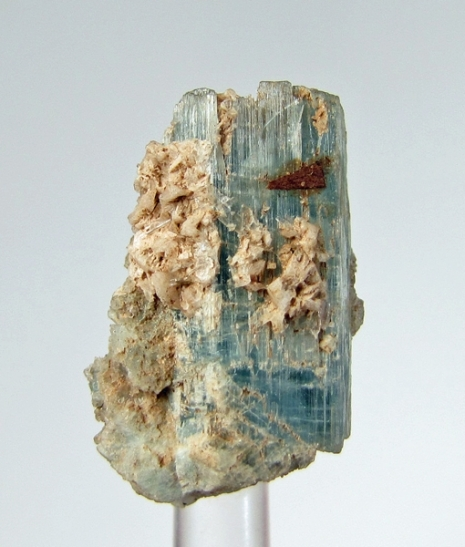
Bertrandit auf Aquamarin vom Mount Antero, Chaffee County, Colorado, USA (Größe: 2,6 cm 1,7 cm 1,3 cm)
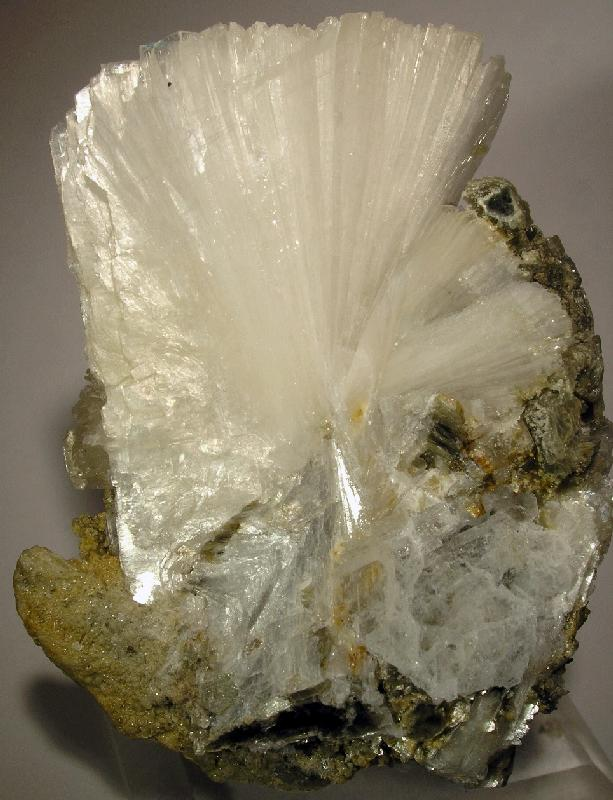
Garbenförmiges Mineral-Aggregat aus tafeligen Bertranditkristallen aus dem Golconda-Pegmatit bei Governador Valadares, Brasilien (Größe: 5,3 cm × 4,1 cm × 2,7 cm)
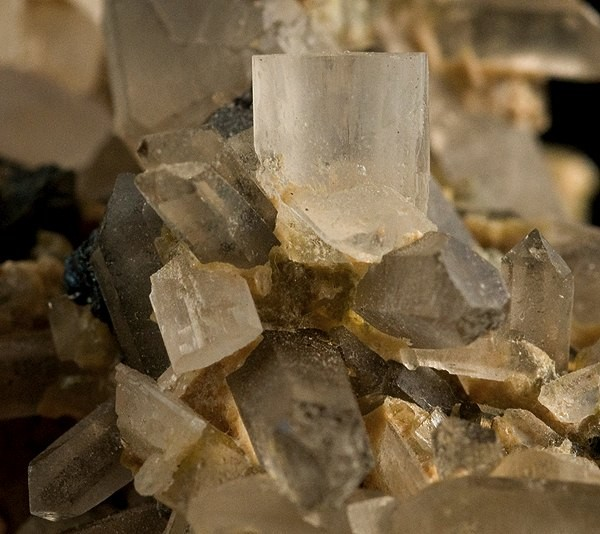
Farblose, tafelige Bertranditkristalle aus der Lagerstätte Kara-Oba, Betpakdala-Wüste, Qaraghandy, Kasachstan
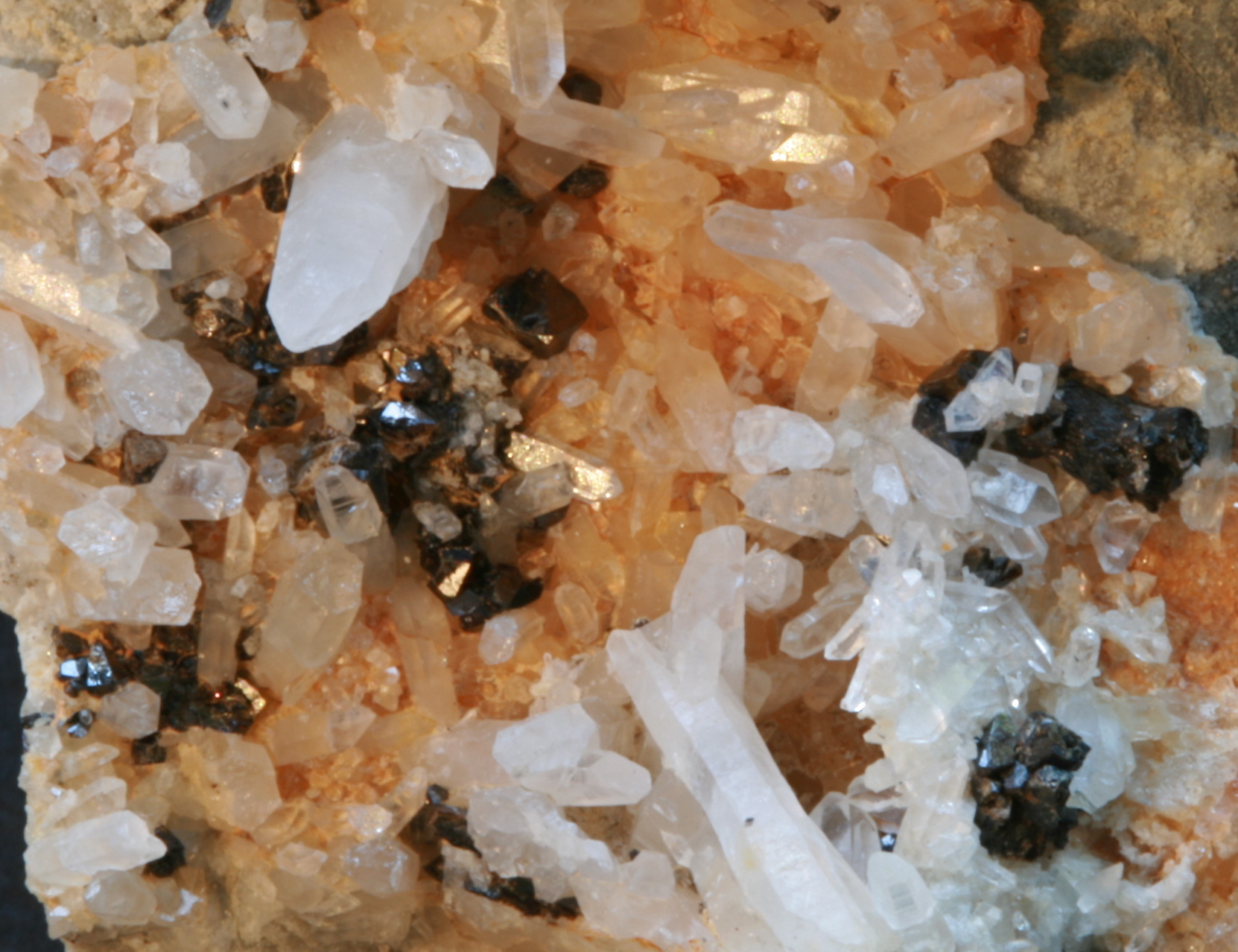
Feine weiße Bertranditkristalle (Dicke ca. 1 mm) mit braunem Kassiterit und Quarz (Mitte links) vom Mount Bischoff, Tasmanien, Australien

## Verwendung
Neben Beryll ist Bertrandit mit einem Berylliumanteil von rund 15 % in Reinform (entspricht 42 % BeO) das wichtigste Erz zur Gewinnung von Beryllium.